# La Habra Heights
La Habra Heights är en stad (city) i Los Angeles County, i delstaten Kalifornien, USA. Enligt United States Census Bureau har staden en folkmängd på 5 363 invånare (2011) och en landarea på 16 km². La Habra Heights gränsar i söder till La Habra.